# Краматорськ — Маріуполь (газопровід)
Краматорськ — Маріуполь — газопровід в Україні.
Починаючи з 1950-х років індустріальні гіганти Маріуполя постачались газом через Таганрог із газотранспортного коридора «Північний Кавказ — Центр». Вичерпання запасів північнокавказьких родовищ компенсували підведенням до розташованого на трасі згаданого коридора Новопскова (північ Луганської області) трубопроводів від Оренбурзького газоконденсатного родовища (1975 р.) та Петровська (середньоазійський газ, 1980 р.). Через певний час виник план створення прямого з'єднання між Новопсковом та Маріуполем шляхом продовження спорудженого у 1981 році газопроводу Новопсков – Краматорськ.
Приступили до будівництва трубопроводу діаметром 1000 мм Краматорськ — Донецьк — Маріупіль у 1990 році, а введення в дію відбулось кількома частинами у період з 1995 по 2000. Траса газопроводу проходить від Краматорська до північно-західних околиць Донецька, після чого обходить це місто по дузі вигинаючись до Курахово.
У червні 2015 року внаслідок обстрілу формуваннями сепаратистів газопровід був пошкоджений біля населеного пункту Очеретине (15 км на північний захід від Авдіївки), внаслідок чого на термін проведення ремонтних робіт обмежувалось газопостачання Маріуполя, Волновахи та Бердянська.